# Saison 7 d'Orange Is the New Black
 (juillet 2019).
Si vous disposez d'ouvrages ou d'articles de référence ou si vous connaissez des sites web de qualité traitant du thème abordé ici, merci de compléter l'article en donnant les références utiles à sa vérifiabilité et en les liant à la section « Notes et références ».
Chronologie
Saison 6
Cet article présente le guide des épisodes de la septième et dernière saison de la série télévisée Orange Is the New Black.

## Généralités
Comme les autres productions originales de Netflix, tous les épisodes seront disponibles simultanément le même jour.
Elle est disponible depuis le 26 juillet 2019 sur Netflix France.
La créatrice de la série avait initialement imaginé une autre fin: la série aurait en fait été ce que Piper aurait raconté à la créatrice de la série qui irait ensuite la vendre à Netflix. Jenji Kohan en a été découragé par son fils lui disant que le show et les fans méritaient mieux.

## Distribution

### Acteurs principaux
- Taylor Schilling : Piper Chapman
- Natasha Lyonne : Nicolette « Nicky » Nichols
- Uzo Aduba : Suzanne « Crazy Eyes / La folle dingue » Warren
- Danielle Brooks : Tasha « Taystee » Jefferson
- Jackie Cruz : Marisol « Flaca » Gonzales
- Laura Gómez : Blanca Flores
- Selenis Leyva : Gloria Mendoza
- Taryn Manning : Tiffany « Pennsatucky » Doggett
- Adrienne C. Moore : Cindy « Black Cindy » Hayes
- Matt Peters : Joel Luschek
- Jessica Pimentel : Maria Ruiz
- Dascha Polanco : Dayanara « Daya » Diaz
- Alysia Reiner : Natalie Figueroa
- Elizabeth Rodriguez : Aleida Diaz
- Nick Sandow : Joe Caputo
- Dale Soules : Frieda Berlin
- Yael Stone : Lorna Morello
- Kate Mulgrew : Galina « Red » Reznikov
- Laura Prepon : Alex Vause

### Acteurs récurrents et invités
- Emily Tarver : Artesian McCullough
- Susan Heyward : Tamika Ward
- Nicholas Webber : Alvarez
- Mike Houston : Lee Dixon
- Josh Segarra : Stefanovic
- Beth Dover : Linda Ferguson
- Miguel Izaguirre : Diablo
- Karina Ortiz : Margarita
- Jason Biggs : Larry
- Diane Guerrero : Maritza Ramos
- Lori Petty : Lolly Whitehill
- Alicia Witt: Zelda
- Daniella De Jesus : Irene "Zirconia" Cabrera
- Laverne Cox : Sophia Burset
- Samira Wiley : Poussey « P » Washington
- Lea DeLaria : Carrie "Big Boo" Black
- Sipiwe Moyo : Adeola
- Constance Shulman : Yoga Jones
- Vicky Jeudy : Janae Watson
- Amanda Fuller : Madison "Badison" Murphy
- Vicci Martinez : Dominga "Daddy" Duarte
- Reema Sampat : Shruti Chambal
- Blair Brown : Judy King
- Kimiko Glenn : Brook Soso
- Michael Chernus : Cal Chapman
- Pablo Schreiber : George « Pornstache » Mendez
- Mary Steenburgen : Delia Mendez-Powell
- Deborah Rush : Carol Chapman
- Michael J. Harney : Sam Healy

## Épisodes

### Épisode 1:Le début de la fin
- Jason Biggs (Larry)

Piper est enfin sortie et travaille dans un restaurant thai, hébergée par son frère, mais entre les maigres salaires et les conditions pénalisantes de sa probation, elle ne parvient pas à s'en sortir. Son père refuse de l'aider et sa belle-sœur exige qu'elle leur verse un loyer.
Aux blocs de Litchfield, Alex tente de se tenir loin des réseaux criminels. Taystee, désormais condamnée à perpétuité pour le meurtre de Piscatella, est crainte de toutes sauf de sa nouvelle colocataire, Badison. Celle-ci tente de réintégrer Alex dans son réseau de drogues. Badison et Taystee se battent et sont envoyés au SHU. Le gardien Hellman force Alex à se mettre à la revente, car Badison ne peut plus le faire depuis le SHU et Carol lui faisait confiance. Alex se débarrasse au plus vite de la drogue en la revendant à Daddy, ce qui accroit la jalousie de Daya, qui s'enfonce dans l'héroïne et donne une gnôle frelatée à Daddy afin de se venger, mais elle en meurt. La mort d'une détenue dans le QHS force Hellman à faire avaler toute la drogue qu'il possède à Alex le temps de la fouille. Avec la mort de Daddy, Alex doit chercher quelqu'un d'autre à qui vendre la drogue d'Hellman. 
Voisines de cellule au SHU, Gloria sent que Red est à bout et la soutien.
Aleida est toujours en couple avec le gardien Hopper qui lui a acheté une maison pour qu’elle et ses enfants puissent vivre correctement, mais elle attend la première occasion pour le quitter une fois qu'elle aura écoulé toute la drogue qu'elle possède. 

### Épisode 2:Privées de dessert
Après avoir perdu son poste de serveuse, Piper se fait payer en devenant la baby-sitter de sa nièce, devant suivre le programme new age imposé par sa belle-sœur.
Linda Ferguson décide de répondre aux trois morts en deux mois à Litchfield en remerciant Figueroa pour la remplacer au poste de directrice. Hopper est confiant et persuadé qu'il sera nommé nouveau directeur en tant que gardien en chef. Parmi les gardiens, seul McCullough hésite à postuler. Linda finit par rendre sa décision : contre toute attente, Ward est nommée directrice, en ayant su convaincre Ferguson grâce aux conseils de Caputo sur la gestion du budget, mais aussi pour son discours optimiste. Les autres gardes pensent que c'est parce qu'elle est noire.
McCullough surprend Alex, qui ne parvient pas à se débarrasser de la drogue avec les fouilles constantes, à vouloir cacher la dose que lui a remis Hellman dans son casier. La gardienne pense à rédiger un rapport dénonçant Hellman mais en comprenant que les gardiens se soutiendront, elle propose à Alex de revendre pour elle en échange d'une plus grosse part.
Suzanne s'interroge sur le sort de Taystee et comprend peu à peu que le système judiciaire n'est pas parfait, que de nombreuses erreurs sont commises et qu'elle ne devrait pas être détenue à Litchfield. 
Daya sait qu'elle est en danger pour avoir tué Daddy. Maria lui conseille de faire profil bas mais Adeola lui suggère d'affirmer sa dominance sur le bloc D.

### Épisode 3:Une autre nuance d'Orange
Figueroa est nommée directrice du bloc des détenues immigrées et découvre les installations minimalistes où rien n'est fait pour aider les détenues. Maritza retrouve Blanca dans le dortoir. Blanca est abattue depuis qu'elle sait que Diablo ne l'attendra pas dehors mais Maritza refuse d'abandonner et veut joindre un avocat. Elle parvient à obtenir une carte prépayée pour les appels et tente de joindre le seul numéro de téléphone qu'elle connait mais échoue faute de temps. Elle veut ensuite écrire un courrier mais constate qu'elle ne peut acheter de timbres.
Ward prend sa place de directrice et décide de fermer le quartier d'isolement, libérant Red, Gloria, Badison, Taystee et les autres détenues, un choix qui rend Hopper furieux. En apprenant la libération de Taystee, Suzanne décide de réunir ses amies et arrange les retrouvailles de Cindy et Taystee, mais elles refusent de se réconcilier. Tendue, Taystee entend Badison préparer sa vengeance sur Vause et pense qu'elle parle d'elle, commence à la battre de nouveau. Ward se prend également un coup dans l'altercation et ne parvient pas à maitriser la situation. Avant de partir, Figueroa lui donne quelques conseils : asseoir sa position et faire ses propres choix. Le lendemain, Ward organise quelques transferts de bloc et envoie Badison dans une autre prison.
Alex et McCullough s'arrangent pour que Hellman ne les soupçonne pas de trafiquer de leur côté. McCullough pense pouvoir vendre n'importe quelle pilule mais Alex suggère de lancer un trafic de batterie externe pour recharger les téléphones portables qui circulent. Piper pensait s'être fait des amies parmi les jeunes mères de l'entourage de sa belle-sœur mais elles prennent toutes la fuite en découvrant qu'elle est une ex-détenue. Faute de pouvoir trouver un emploi rapidement, elle demande un simple poste de stagiaire à son père.

### Épisode 4:Perpète, mode d'emploi
Les cinq cuisinières sont stupéfaites de retrouver Blanca et Maritza parmi les détenues immigrées. Elles acceptent de les aider à joindre leurs proches et utilisent leurs téléphones cachés. Flaca retrouve la mère de Maritza qui lui révèle qu'elle est effectivement clandestine, étant née en Colombie et arrivée aux États-Unis encore bébé. Gloria reconnaît son histoire dans celle de la mère de Maritza.
Piper prend son poste dans l'entreprise de son père et respecte scrupuleusement la loi et les règles imposées par son père, malgré les tentations des petits plaisirs que s'octroient les employées dès qu'il a le dos tourné. Elle finit par craquer après avoir appris qu'elle ne pourrait plus voir Alex avant trois mois car son père ne l'autorise pas à prendre de jours de congés, malgré l'agression de Hellman, et que son père trouve le moindre prétexte pour la critiquer.
Alex continue de faire du trafic de chargeur avec McCullough, qui se montre entreprenante lorsqu'elle la retrouve pour lui donner les chargeurs. Maintenant que McCullough a eu suffisamment d'argent pour réparer sa voiture, Alex espère qu'elles pourront arrêter le trafic mais la garde ne voit pas les choses sous le même angle. Elle donne un téléphone à Alex qui l'utilise pour appeler Piper.
Comme nouvelle directrice, Ward relance le programme d'éducation d'aide aux détenues, et Caputo revient à Litchfield pour des sessions de discussion sur la justice et le travail sur soi pour accepter ses crimes. Pennsatucky cherche un cours qui pourrait la motiver assez pour sortir régulièrement du bloc B où elle s'ennuie. Lorna apprend que son nouveau-né est mort d'une pneumonie violente et s'enfonce à nouveau dans le déni et dit à Nicky qu'il sort de l'hôpital. 

### Épisode 5:Expulsion minoritaire
Piper et Cal décident de s'octroyer une journée pour se faire plaisir et mangent un chocolat à la marijuana, Cal connaissant un moyen de tromper les tests d'urine. Cependant, la conseillère de Piper remarque la tricherie et l'assigne à des réunions aux Narcotiques anonymes. Elle lui dit qu'elle a beaucoup de chance et qu'elle ne doit pas la gâcher. Piper lui dit qu'Alex lui manque. Neri en veux à Cal et Piper car Cal était censé attendre le réparateur du congélateur et du coup, elle a perdu beaucoup de lait. Elle leur fait boire son lait.
Alex remarque que Piper ne va pas bien et veut lui envoyer des fleurs pour lui montrer qu'elle pense à elle mais n'arrive pas à les commander. McCullough lui suggère quelque chose de plus personnel. Alex lui demande donc d'aller chercher un tee-shirt souvenir dans son box. McCullough l'amène à Piper. Le tee-shirt réconforte Piper.
Taystee va voir Ward et lui propose de reprendre le poste de secrétaire qu'elle occupait pour Caputo, affirmant être décidée à ne pas passer sa perpétuité à ruminer sa colère. En réalité, elle cherche à obtenir des informations pour Dayanara afin d'obtenir plus facilement les sels de bain pour se tuer, ne pouvant se résoudre à la pendaison. En fouillant les dossiers de Ward, elle découvre que Cindy va bénéficier d'une libération anticipée.
Maritza voit que Blanca a disparu. Craignant la déportation, Gloria la rassure en lui donnant un numéro gratuit pour joindre un avocat. Blanca est en fait à une audition mais en suivant une détenue salvadorienne, elle parvient à gagner du temps pour obtenir un conseil juridique. Maritza commence à donner le numéro du cabinet et se fait repérer par les gardes qui la font déporter en Colombie. 
Dans la cuisine, Red commence à voir qu'elle a des trous de mémoire et que la nourriture en pâtit ; Gloria tente de la couvrir mais Red ment par fierté.

### Épisode 6:L'angoisse de l'ascenseur
En apprenant que Cindy va être libérée, Taystee réfléchit à sa revanche, Daya lui proposant même de la passer à tabac avant sa sortie. Cindy n'a en fait personne qui l'attend à sa sortie et prend conscience de sa volonté de changer à travers un exercice de Caputo qui demande aux détenues d'écrire une lettre à une personne à qui elles ont fait du tort ; Cindy écrit ainsi une lettre à sa mère, où elle s'excuse de l'avoir constamment déçue et de lui avoir abandonné sa fille. Prête à changer, elle appelle sa mère, qui accepte de la recueillir à sa sortie et l'aider à reprendre sa vie en main, mais au moment de sa sortie, Taystee tient sa vengeance en écrivant une lettre révélant toute la vérité à Monica, la fille de Cindy. Maria suit l'exercice de Caputo mais considère son crime sans victime. Cependant, elle finit par écrire une lettre à Yadriel, son compagnon, pour s'excuser de le retenir et d'avoir à s'occuper de sa file sans elle.
Alex comprend que Piper ne va pas bien car elle est oppressée par les règles qu'on lui impose. Alex lui donne sa permission pour aller voir ailleurs, pour se changer les idées, ce qui choque Piper qu'elle n'est pas dans le bon état d'esprit. Alex lui envoie des vidéos suggestives, dans l'idée de la mettre dans l'ambiance, ce qui fonctionne.
McCullough devient de plus en plus suggestive auprès d'Alex.
Ward va à une réunion avec Linda, de Polycon, pour une raison indéterminée. Elle apprend qu'ils ont fermé l'aile psychiatrique et est chargée de défendre ce choix à la presse. S'en sentant incapable, elle demande conseil à Figueroa. 
Caputo apprend qu'il va devoir subir une opération des testicules pour faire un enfant avec Figueroa, mais alors qu'il est amené en salle d'opération, il découvre que Susan Fischer a posté un message sur Facebook dénonçant son histoire dans le cadre du mouvement #MeToo.

### Épisode 7:Et moi aussi
Les affaires cachées de Daya ont été trouvées lors d'une fouille. Daya propose à Taystee d'obtenir la clé du local où sont stockées les objets trouvés, dont un téléphone portable contenant des éléments compromettants, contre les sels qu'elle veut. Taystee parvient à trouver la clé après avoir reçu de Suzanne un cahier où elle relate les événements autour de la mort de Piscatella. Ward trouve le cahier et voit que son amie d'enfance n'a juste plus la volonté de se battre pour que justice soit rendue.
Caputo ne sait pas comment agir envers Fischer. Figueroa lui conseille de se taire et laisser passer, mais Healy l'encourage à aller s'expliquer et se faire pardonner. Caputo va donc voir l'ex-gardienne, essaie de lui expliquer son point de vue et se faire pardonner, mais la discussion vire à la dispute. En conséquence, Fischer donne le nom de Caputo dans un message mis à jour.
Doggett s'avère douée pour suivre des cours de rattrapage mais en apprenant qu'elle doit passer un examen blanc, elle prend peur et essaie de l'éviter. Devant sa copie, son professeur lui explique qu'il pense qu'elle souffre de dyslexie.
Blanca voit que Karla, la détenue salvadorienne, s'y connait assez en droit pour se défendre seule. Comme les avocats ne sont pas autorisés à voir les détenues sous prétexte de menace terroriste, Blanca amadoue les gardiens suffisamment pour obtenir le droit d'utiliser les ordinateurs avec l'aide de Karla.

### Épisode 8:13 à la douzaine
Aleida est de nouveau incarcérée et renvoyée au bloc D, le même que celui dans lequel se trouve Dayanara. Elle n'est cependant pas décidée à laisser sa fille droguée continuer à gérer le réseau et compte sur Hopper, qu'elle manipule par des faveurs sexuelles, pour continuer à faire entrer la drogue.
Le poulailler a un certain succès et Suzanne et Lolly ont un esprit d'initiative pour améliorer la ponte, mais le retour de l'étrange poule capable de traverser les grillages perturbe les deux détenues.
Ward reçoit un sermon de Linda pour son interview catastrophique pour Polycon. Elle accepte de réduire les coûts de ses programmes d'éducation et demande à Taystee de devenir la professeure de Pennsatucky, malgré son inexpérience et la dyslexie de la détenue. Alors qu'elle reprenait espoir en attendant une possible révision de son procès, Taystee reçoit de Daya les sels de bain pour se suicider. Taystee décide de cacher les sels en attendant. 
Nicky refuse d'admettre, comme le pense son amante égyptienne, que Red commence à perdre la tête. Red lui confie une lettre à envoyer pour une amie et Nicky retrouve la femme qui lui révèle que la lettre d'excuses de Red est la même qu'elle a reçu 10 ans auparavant. Gloria a retrouvé Diablo pour Blanca, mais la nouvelle se répand et une dizaine de détenues demande son aide.

### Épisode 9:Le trou caché
Nicky finit par découvrir pourquoi Shani refuse d'être passive lors de leurs relations sexuelles : elle lui confie avoir été excisée pendant son enfance en Égypte et a honte. Nicky décide de l'aider à aimer les relations sexuelles.
Flaca a trouvé un surnom insultant à l'agent Litvack qui devient la risée des détenues immigrées. Karla reçoit un courrier l'assignant à comparaitre pour la garde de ses enfants, mais devant les délais de traitement, Litvack ne s'encombre pas de soumettre la demande. Blanca pense alors à obtenir un téléphone de Gloria pour que son amie prévienne ses enfants.
Daya cherche à créer un nouveau réseau pour rester loin de sa mère et tente d'utiliser le nouveau professeur comme mule mais celui-ci préfère démissionner alors qu'il parvenait à aider Pennsatucky.
Caputo reçoit une assignation lui enjoignant de rester loin de Susan Fischer. Voulant faire honnête, il finit par perdre son poste d'enseignant aux cours du soir et Figueroa lui déconseille d'en parler à Ward. 
Piper décide de ne plus cacher qu'elle sort de prison et ses collègues le prennent bien à sa grande surprise. Elle parvient à reconnecter avec son père. Pendant ce temps, Alex continue de coucher avec McCullough et, alors que Piper joue carte sur table avec elle, elle ne le dit pas à sa femme.
Cindy est prête à changer, s'impliquant dans la vie de sa fille et prenant sérieusement la recherche d'un nouvel emploi. Mais quand Monica reçoit la lettre de Taystee révélant la vérité, elle estime n'être que destructrice et préfère partir vivre seule.

### Épisode 10:La treizième
Lorna est finalement retrouvée dans le poulailler, hagarde. Elle reçoit un coup de taser et dans sa chute, écrase une poule. Suzanne découvre la mort du volatile et pense que la 13e poule l'a tué, jusqu'à ce qu'on trouve une autre poule morte. Nicky apprend pour Lorna, qui reste vague sur les causes de sa crise, mais elle ne sait plus comment aider ses amies, car les relations sexuelles avec Shani sont douloureuses pour elle et on a diagnostiqué à Red un début de démence, aggravé par les conditions de détention au QHS.
Caputo voit que le témoignage de Susan Fischer commence à faire parler de lui. Bien que Ward reconnaisse qu'il aide sincèrement les détenues, il ne se sent plus capable de continuer à occuper son poste. Ward confirme qu'il doit démissionner.
Daya parvient sans peine à convaincre Luschek de devenir sa nouvelle mule. Aleida peine à trouver de nouvelles acheteuses de sa drogue mais elle commence à réunir les anciennes amies de Daddy autour d'elle.
Maintenant que les cours de GED sont dispensés par Luschek, les détenues qui voulaient suivre des cours se tournent vers Taystee.

### Épisode 11:Bienvenue aux États-Unis
Linda a fait construire une salle d'audience au sein de Litchfield pour traiter les dossiers d'expulsion au plus vite. Les audiences de Karla et Blanca sont avancées, comme pour beaucoup d'autres détenues, mais elles sont toujours sans avocats. Karla ne parvient pas à convaincre la juge que ses enfants risquent d'être tués par des cartels car elle est la seule visée par l'expulsion. Blanca réussit à faire valoir qu'elle a mal été conseillée lors de son procès pour incitation à l'émeute. Gloria laisse Karla appeler ses enfants avec son téléphone portable avant d'être emmenée, mais le téléphone est trouvé. 
Nicky, occupée avec Lorna, convainc Luschek de ne pas faire transférer son amie au bloc B, renonçant à voir Shani une dernière fois avant qu'elle soit déportée.
Figueroa assiste à quelques audiences et constate avec horreur que des enfants se retrouvent en audience sans adultes pour les aider. Elle découvre également que Shaj, une détenue guatémaltèque ne parlant que k'iche', est enceinte après avoir été violée par les passeurs mais les gardiens, conservateurs et pro-vie, refusent de la laisser avorter. Figueroa ment alors à sa gynécologue en disant vouloir avorter afin d'obtenir une pilule pour Shaj.
En aidant les détenues, Taystee réalise qu'à sa sortie, une ex-prisonnière n'a pas assez de ressources financières pour s'en sortir seule. Elle a alors une idée pour pallier ce problème et appelle Caputo, qui a démissionné, pour l'aider à monter son projet.
Karla s'est retrouvée à élever ses deux fils seule après la mort de leur père et a tout fait pour rester à leurs côtés.
Shani a voulu vivre son homosexualité au grand jour en Égypte mais sa famille conservatrice a vite craint qu'elle ne s'en prenne à elle.

### Épisode 12:La taule
Le jour de l'examen arrive et Pennsatucky ne se pense pas prête mais Suzanne la motive. Néanmoins, elle apprend au début de la session que Luschek n'a pas transmis le formulaire lui laissant plus de temps en raison de sa dyslexie. Elle bâcle le test et se persuade d'avoir échoué.
Taystee apprend que les révélations de Suzanne ne suffiront pas à faire réviser sa sentence en raison de son état mental, d'autant que Cindy est introuvable (elle travaille dans une maison de retraite mais vit comme SDF). Elle se résout donc à profiter d'une dernière journée avant de se suicider.
McCullough avoue à Alex qu'elle est allée voir Piper et révèle qu'elle a une aventure et va la quitter. Les deux femmes essaient d'en parler aux visites mais ne parviennent pas à résoudre leur conflit faute de temps. Avant de partir, Piper dit à Alex qu'elle ne pourra jamais arrêter de l'aimer.
Daya piège Hopper et Aleida, qui sont surpris à coucher ensemble dans une cellule du QHS. Hopper est renvoyé sur le champ. McCullough avoue à Ward qu'elle est amoureuse d'Alex et profite du départ d'Hopper pour la forcer à faire transférer Alex dans une prison de l'Ohio plutôt que de la renvoyer. Sur le chemin du retour, Piper éclate en sanglots comprenant qu'elle a peut-être perdu l'amour de sa vie.
Nicky essaie d'aider Red et Lorna, sans y parvenir : Red s'enfonce dans la démence et oublie qu'elle ne peut plus tenir la cuisine, et Lorna est dans un état de déni tel qu'elle doit être transférée au bloc B.

### Épisode 13:Tout le monde descend
Après le mort de Doggett dans les bras de Taystee, Ward, furieuse, exige une fouille complète des cellules pour les drogues et les téléphones, mais veut surtout les noms des mules. Luschek finit par se dénoncer pour les téléphones et blanchit Gloria, qui s'était dénoncée et risquait une prolongation de peine à quelques jours de sa libération. 
Taystee parvient à voir Suzanne, qu'elle avait manquée la veille, et constate que l'élevage de poules lui a permis de mûrir et d'accepter la mort de sa compagne de cellule. Peu à peu, le cours habituel de la vie en prison revient, Suzanne et le gardien Dixon organisent une cérémonie pour la disparue dans le bloc B, alors que Taystee reçoit les résultats des tests et apprend que Doggett avait réussi son examen. Elle retrouve un nouveau souffle et rend la drogue à Dayanara, à cours avec les fouilles, contre la clé de la remise. Ward essaie de convaincre Linda Ferguson qu'elle gère la situation, mais quand les poules s'échappent et que l'une d'elles pond une boite de comprimés cachés par Hellman, elle est renvoyée.
Piper est perdue avec sa rupture avec Alex. Son père lui conseille de tourner la page avec celle qui l'a envoyée en prison et qui la fait souffrir. Il estime qu'Alex est une femme cassée et que sa fille mérite une personne qui respire la joie, comme Zelda qu'il a rencontrée. Malgré elle, Piper se rend dans son ancien appartement où elle trouve Larry, qui estime que son histoire avec Alex a été une échappée pour fuir une vie banale, que son passage en prison l'a marquée à vie et que, si Alex ne l'avait pas dénoncée, elle aurait fini par fuir la vie normale car elle aurait toujours eu le besoin d'être spéciale. Il lui explique que maintenant, elle sera toujours spéciale en tant qu'ex détenue, mais malgré tout cela, qu'elle a désormais le choix.
Hellman est nommé directeur de Litchfield. 
Red arrive au bloc B où elle retrouve Frieda, qu'elle ne reconnait que par intermittence. 
Taystee parvient à joindre Judy King, qui l'aide à créer un fonds pour des micro-financements pour ex-détenues au nom de Poussey Washington. Elle organise des cours de gestion de budget pour les détenues qui sont proches de la sortie.
Caputo et Figueroa décident d'adopter une fille. 
Gloria est libérée, laissant Flaca prendre le relais d'aider les détenues immigrées à joindre un avocat. En guise de pardon, elle donne un livre pour petits enfants à Maria. 
Aleida apprend que Dayanara a impliqué une de ses sœurs dans son réseau et elle ne lui pardonne pas cette décision et essaye de tuer sa fille, qu'elle ne reconnait plus.
Cindy décide de renouer avec sa fille et regagner sa confiance en la retrouvant autour d'un soda toutes les semaines. 
Karla tente à nouveau d'entrer clandestinement aux États-Unis mais se brise une cheville sur la route et est abandonnée dans le désert par un passeur.
Alex est transférée en Ohio, où elle retrouve Yoga Jones, Norma et Big Boo. 
Red et Lorna s'enferment dans leurs conditions et Nicky prend la place de mère de substitution. 